# Mamie Eisenhower

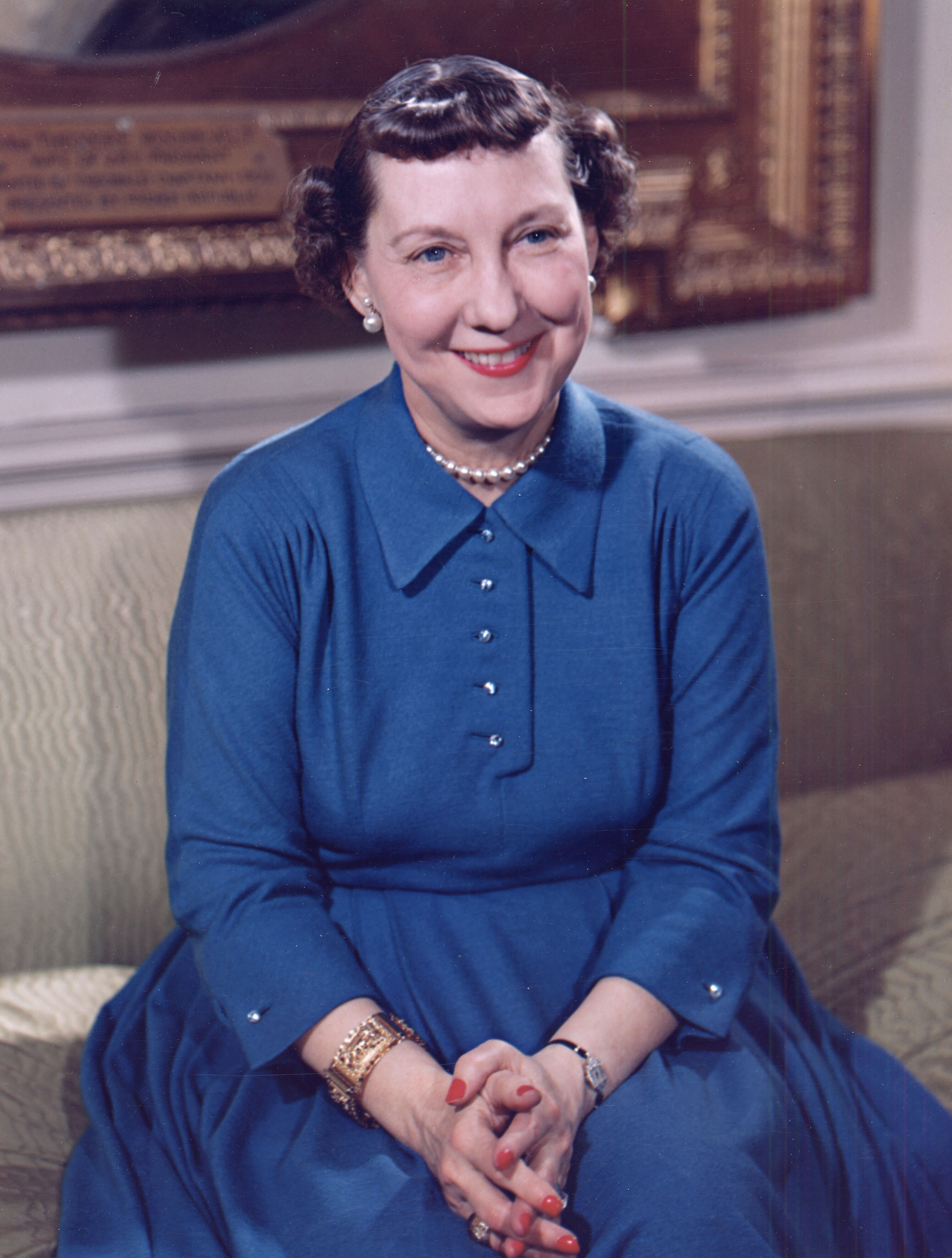
Mamie Eisenhower im Mai 1954

Mamie Eisenhower (* 14. November 1896 in Boone, Iowa, als Mamie Geneva Doud; † 1. November 1979 in Washington D.C.) war die Ehefrau des 34. US-Präsidenten Dwight D. Eisenhower und die First Lady der Vereinigten Staaten vom 20. Januar 1953 bis zum 20. Januar 1961.

## Leben
Mamie Eisenhower war die Tochter von John Sheldon Doud und Elivera Matilda Carlson. Ihre Schwestern waren Eleanor, Edna Mae und Mabel Frances Doud. Als sie sieben war, zog sie mit ihrer Familie nach Colorado. Nachdem sie unter anderem kurz in Pueblo gelebt hatten, ließen sich die Douds in Denver nieder. Mamie und ihre drei Schwestern wuchsen in einem großen Haus auf; die Familie hatte mehrere Diener.
1915 traf Mamie das erste Mal auf Eisenhower. Die beiden heirateten am 1. Juli 1916 im Haus der Douds. Sie hatten zwei Söhne: Dwight (* 24. September 1917; † 2. Januar 1921; er starb an Scharlach) und John Sheldon (* 3. August 1922; † 21. Dezember 2013).
Mamie Eisenhower wurde neben ihrem Mann in Abilene begraben.

## Werk
- Mamie Eisenhower: Vote For My Husband or For Governor Stevenson, But Please Vote, 1952, Good Housekeeping November